# Појана (Прахова)
Појана (рум. Poiana) насеље је у Румунији у округу Прахова у општини Комарник. Oпштина се налази на надморској висини од 746 m.

## Становништво
Према подацима из 2002. године у насељу је живело 3052 становника, од којих су сви румунске националности.